# Lionel Guedj
Pour les articles homonymes, voir Guedj.
Lionel Guedj est un ancien dentiste installé entre 2005 et 2012 à Saint-Antoine, dans les quartiers pauvres de Marseille. Surnommé le « dentiste boucher », il est lourdement condamné en 2023 pour avoir mutilé ses patients.

## Mutilations de patients
Promettant un « sourire de star » à ses patients majoritairement pauvres et bénéficiaires de la CMU, le cabinet Guedj s'implante en 2005 dans le quartier déshérité de Saint-Antoine dans le 15e arrondissement de Marseille. Lionel Guedj s'associe avec un de ses patients, Nadir Aroudj, courtier en assurances pour faire bénéficier sa patientèle d'un contrat de mutuelle de la compagnie Swiss Life, qui offre aux patients un remboursement intégral des soins prothétiques, moyennant une cotisation de 80 € par mois la première année, que la plupart abandonnent l'année suivante lorsque cette cotisation augmente, et ce grâce à des contrats de résiliation déjà préparés par Guedj. Cette escroquerie permet au dentiste de générer pour son cabinet un chiffre d'affaires de trois millions d'euros par an, et de gagner entre 60 et 80 000 € par mois,. Avec jusqu'à 70 patients par jour, à raison d’un patient toutes les dix minutes de 7 heures à 21 heures, son activité attire l'attention de la Swiss Life qui alerte Frédéric Menasseyre, sous-directeur de la Caisse primaire d’assurance maladie des Bouches-du-Rhône, à l'origine de la première plainte le 22 décembre 2011 qui fédère alors 85 victimes. Lionel Guedj est finalement poursuivi par 350 anciens patients pour « mutilations » dentaires après des dévitalisations de dents saines et des poses de prothèses non adaptées, plus rémunératrices que le soin de caries.
Il est mis en examen en novembre 2012 et interdit d'exercer, ce qui l'incite à ouvrir un bureau de tabac "Le Khedive" situé 23, cours Mirabeau à Aix-en-Provence, pour que sa femme y exerce en tant que buraliste, et à se lancer dans un trafic à l'étranger de cigares cubains pour lequel il est condamné,. Après de longues expertises médicales ordonnées par les juges, il est renvoyé en novembre 2019, ainsi que son père Jean-Claude dit « Carnot » Guedj, qui l’épaulait au cabinet, devant le tribunal correctionnel pour des « violences volontaires commises entre 2006 et 2012, ayant entraîné des mutilations, à savoir le délabrement, la mortification ou l’extraction de dents sans justification médicale » sur des centaines de patients. Il est jugé en première instance en février 2022 puis en appel en 2023, procès au cours duquel le couple Guedj est soupçonné d'avoir organisé son insolvabilité),. L’avocat général requiert alors des peines similaires à celles prononcées en première instance.  Les victimes seront indemnisées à hauteur de plus d'un million d'euros.
La cour d’appel d’Aix-en-Provence a confirmé, vendredi 20 octobre 2023, la condamnation de Lionel Guedj à 8 ans de prison, ainsi que les 5 ans infligés à son père Carnot Guedj, pour « escroquerie », « faux » et « violences volontaires » commises entre 2006 et 2012. Elle a également confirmé la confiscation de ses biens, pour une valeur d’un peu plus de 2,2 millions d’euros.